# Mesitornis unicolor
Mesitornis unicolor là một loài chim trong họ Mesitornithidae.